# Péter Kiss
Dans le nom hongrois Kiss Péter, le nom de famille précède le prénom, mais cet article utilise l’ordre habituel en français Péter Kiss, où le prénom précède le nom.
 (novembre 2017).
Si vous disposez d'ouvrages ou d'articles de référence ou si vous connaissez des sites web de qualité traitant du thème abordé ici, merci de compléter l'article en donnant les références utiles à sa vérifiabilité et en les liant à la section « Notes et références ».
Péter Kiss, né le 11 juin 1959 à Celldömölk et mort le 29 juillet 2014 à Budapest, est une personnalité politique hongroise, ancien député à l'Assemblée hongroise (onzième circonscription de Budapest) et membre du groupe MSzP.